# سوارزادز
سوارزادز (به لاتین: Swarzędz) یک شهر و گمینا در لهستان است که در گمینا سواژنز واقع شده‌است. سوارزادز ۸٫۱۶ کیلومتر مربع مساحت و ۲۹٬۸۹۴ نفر جمعیت دارد.